# Cheratinosomi
I cheratinosomi o Corpi di Odland sono granuli avvolti da una membrana prodotti da cellule dell'epidermide denominate cheratinociti situate all'interno dello strato spinoso (o del Malpighi). Hanno un diametro di 0,1-0,3 micron e sono chiamati anche corpi multilamellari o granuli lamellati per la caratteristica organizzazione interna a lamelle chiare e scure alternate.
I cheratinosomi sono stati rinvenuti anche in epiteli poco cheratinizzati. Dopo la loro formazione sono escreti dalla cellula per esocitosi. Contengono materiale glicolipidico idrofobico (acilglicosilceramide) che viene rilasciato nello spazio intercellulare dello strato granuloso, costituendo una barriera impermeabile all'acqua. La natura lipidica del loro contenuto concorre all'ispessimento della membrana dei cheratinociti. Contengono inoltre enzimi.